# Luka Zahovič
Luka Zahovič est un footballeur international slovène, né le 15 novembre 1995 à Guimarães au Portugal. Il évolue au poste d'attaquant au Pogoń Szczecin. Il est le fils de Zlatko Zahovič.

## Biographie
Luka Zahovič est le fils de l'ancien international slovène Zlatko Zahovič, considéré comme le meilleur joueur slovène de l'histoire en ayant amené la sélection nationale à l'Euro 2000 et à la Coupe du monde 2002. Il est né au Portugal puis il rentre en Slovénie avec sa famille en 2007 lorsqu'il avait 12 ans.
Il fait ses débuts professionnels avec le NK Maribor, club où son père est le directeur sportif. Il se fait rapidement remarquer en étant le meilleur buteur du Championnat de Slovénie avec 8 réalisations en 11 matchs joués. Le 17 septembre 2014, il inscrit son premier but en Ligue des champions contre le Sporting.
Lors de l'été 2015, il quitte son club formateur du NK Maribor pour rejoindre les Pays-Bas et le SC Heerenveen pour 700 000 euros. Il ne s'y impose pas, il ne joue que 6 matchs en championnat sans marquer le moindre but. La saison suivante, il est prêté à son ancien club de Maribor. Satisfait de ses performances (11 buts en 15 matchs), le club slovène lève l'option d'achat du prêt en janvier 2017.

## Palmarès
NK Maribor
- Champion de Slovénie en 2013, 2015 et 2017.
- Vainqueur de la Coupe de Slovénie en 2013.
- Vainqueur de la  Supercoupe de Slovénie en 2013 et 2014.